# Venceremos / El pueblo unido
«Venceremos / El pueblo unido» es un sencillo de la banda chilena Inti-Illimani junto con los argentinos de Quinteto Tiempo, los finlandeses de Agitprop y los alemanes de Oktoberklub Berlin. Fue lanzado en la República Democrática Alemana en 1973, y contiene dos de las canciones grabadas ese mismo año durante el X Festival Mundial de la Juventud y los Estudiantes, que fueron lanzadas en el álbum Politische lieder. El lado A corresponde a la canción «Venceremos», en tanto que el lado B a «El pueblo unido», ambos emblemáticos temas de izquierda de los tiempos de la Unidad Popular en Chile.
En la cubierta del disco aparece el mensaje en alemán «Solidarität mit Chile», que en castellano significa «Solidaridad con Chile» y que fue utilizado al año siguiente en el título del disco Internationales Konzert: Solidarität mit Chile.

## Lista de canciones
| Lado A |              |                |               |               |          |  |
| N.º    | Título       | Letras         | Música        | Intérpretes   | Duración |  |
| 1.     | «Venceremos» | Claudio Iturra | Sergio Ortega | Inti-Illimani |          |  |

| Lado B |                   |            |               |                                             |          |  |
| N.º    | Título            | Letras     | Música        | Intérpretes                                 | Duración |  |
| 2.     | «El pueblo unido» | Quilapayún | Sergio Ortega | Quinteto Tiempo Agitprop Oktoberklub Berlin |          |  |